# Georg Abelsdorff
Georg Abelsdorff (ur. 30 czerwca 1869 w Berlinie, zm. 24 grudnia 1933 tamże) – niemiecki lekarz okulista.

## Życiorys
Studiował na Uniwersytecie Fryderyka Wilhelma w Berlinie i Uniwersytecie Ruprechta-Karola w Heidelbergu, tytuł doktora medycyny otrzymał w 1891 roku w Berlinie. Pracował jako asystent w klinice ocznej i w Instytucie Fizjologicznym w Berlinie, w 1909 roku został profesorem tytularnym, w 1919 roku profesorem nadzwyczajnym.

## Wybrane prace
- Beitrag zu den Störungen der Nachgeburtsperiode. 1891
- Ueber Sehpurpur und Augenhintergrund bei den Fischen (1896)
- Ueber Augenbefunde bei Malayen, Mongolen und Negern. Ophth. Klin. 2, s. 317 (1898)
- Zur Anatomie der Ganglienzellen der Retina. Arch. f. Augenh. 42 (1900)
- Krankheiten und Ehe: Darstellung der Beziehungen zwischen Gesundheitsstörungen und Ehegemeinschaft. 1904
- Das Auge des Menschen und seine Gesundheitspflege. 1907